# 霍文纓鮃
霍文纓鮃（学名：Crossorhombus howensis），又名扁魚、皇帝魚、半邊魚、比目魚，为輻鰭魚綱鰈形目鰈亞目鮃科纓鮃屬下的一个物种，為溫帶海水魚，分布於西北太平洋臺灣海域，棲息深度約8公尺，有眼睛的一邊頭部與身體黃褐色到灰色並有許多小的深色斑點，大約4或5個斑點沿著側線的直部分，頭部小，吻短於眼，輪廓鮮明位於眼間骨區域前，體長可達13公分，棲息在沙泥底質底層水域，以底棲生物為食，生活習性不明。

## 扩展阅读
- 維基物種上的相關：霍文纓鮃